# ルクセンブルクの国章
ルクセンブルクの国章（ルクセンブルクのこくしょう）は、1972年8月16日に制定された。ルクセンブルク大公家であるナッサウ＝ヴァイルブルク家（ヴァルラム系ナッサウ家）の紋章である。
ルクセンブルク政府は中紋章を使用する他、大公には個別の紋章が存在する。

## 構成要素
- 銀（白）と青の十本の横帯が並んだ地に、金の王冠と爪と舌を持つ赤い二尾の獅子が置かれる。
- 赤い二尾獅子は通称リンブルグライオンとも呼ばれ、1197年にルクセンブルク女伯エルメシンドがリンブルク公子ヴァルラム（後のヴァルラム3世）と結婚した際に、リンブルクの「銀地に王冠をかぶった赤い二尾獅子」の紋章を採用したことに由来する。二人の息子ハインリヒ5世はリンブルク公は継承しなかったため、銀地に青い帯を付け加えて独自の紋章にしている。
- クラウンとして盾の上に置かれると、ローブ・オブ・エステートに付随するものはともに、ルクセンブルク大公の冠である。
- 盾持ちは体の色と舌の色が盾のライオンと逆転した二頭の二尾獅子である。盾の獅子がランパント（左を向いて立ちあがる）なのに対して、盾持ちの獅子は盾を抱え振り返る姿勢である。
- 盾を囲む勲章はオーククラウン勲章（英語版）という騎士団勲章である。外国人にも与えられることがある。

紋章の盾の部分